# Hans Schinz
Hans Schinz (Zúrich, 6 de diciembre de 1858 - ib., 30 de octubre de 1941) fue un botánico y explorador suizo.

## Biografía
Fue hijo del comerciante Hans Rudolf Schinz y de Julie Schinz-Vögeli. Estudió ciencias naturales en la Escuela Politécnica Federal de Zúrich de 1880 a 1883. En 1882, Schinz realizó su primer gran viaje de investigación, que le llevó a Asia Menor.  Posteriormente se trasladó a Berlín para ampliar sus estudios de botánica de 1883 a 1884 con Paul Ascherson.   
En Berlín,  el explorador Georg Schweinfurt le presentó al empresario colonial Adolf Lüderitz. En 1884, Schinz participó en una expedición que Lüderitz organizó para explorar los territorios que había adquirido en el África del Sudoeste alemana. Schinz, insatisfecho con el lento progreso de la expedición, decidió realizar un viaje financiado con sus propios medios, que inicialmente le llevó a la región de Namaqualand. 
Entre 1885 y 1887, amplió su investigación acercándose más al noreste, hacia las áreas protegidas británicas de Kalahari, llegando hasta el lago Ngami. Durante esta expedición conoció al misionero finlandés Martti Rautanen en Olukonda, en el norte de Namibia, y nombró al árbol Ricinodendron rautanenii en su honor.  
Efectuó numerosas recolecciones botánicas en el área germana del sudoeste de África, en las regiones de Nama, Hererolandia, Kunene y Ngamisee. En febrero de 1887, regresó a Zúrich con cincuenta cajas que contenían especímenes de plantas y animales, y artefactos etnográficos, entre ellos objetos robados, como un cráneo humano de Olukonda. 
En 1889, Schinz se tituló como profesor en Zúrich. En 1891 trabajó en Oldemburgo, luego regresó a Zúrich y ejerció allí como profesor de botánica sistemática, geografía vegetal e historia vegetal en la Universidad de Zúrich de 1895 a 1929. Fue director del Jardín Botánico de Zúrich. 
También fue representante del Partido Demócrata en el ayuntamiento de Zúrich durante un breve período, de 1892 a 1895. Ocupó numerosos cargos en agencias gubernamentales y comisiones públicas. Fue miembro de la Sociedad de Historia Natural de Zúrich y  de la Sociedad Suiza de Historia Natural durante muchos años. Su herbario se conserva en el Museo Botánico de Berlín y sus colecciones etnográficas en el Museo Etnográfico de Zúrich.

## Obras
- Ein neuer Bauernstaat im Südwesten Afrikas, Mitteilungen der ostschw. geogr.-commerz [Un nuevo estado rural en el sudoeste de África, según informes del geogr.-commerz de Suiza Oriental] (1886).
- Beiträge zur Kenntnis der Flora von Deutsch-Südwestafrika [Contribuciones al conocimiento de la flora del África Sudoccidental Alemana] (1888-1897)
- Deutsch-Südwest-Afrika [África del Sudoeste Alemana] (1891).
- Mein Lebenlauf  [Memorias] (1940)

Colaboró con Albert Thellung y Robert Keller en varias ediciones de la obra Flora der Schweiz [Flora de Suiza], de 1909 a 1923.

## En la Ciencia
Los géneros de plantas Melioschinzia K.Schum. de la familia de las caobas (Meliaceae), Schinzafra Kuntze de la familia de las Bruniaceae, Schinziella Gilg de la familia de las gencianas (Gentianaceae) y Schinziophyton Hutch. ex Radcl.-Sm. de la familia de las Euphorbiaceae, llevan el nombre de Schinz en su honor. 
- La abreviatura «Schinz» se emplea para indicar a Hans Schinz como autoridad en la descripción y clasificación científica de los vegetales.[7]